# Audrina Miranda
Audrina Miranda (San Antonio, Texas, 9 de junio de 2013) es una actriz infantil guatemalteca estadounidense conocida por su papel en el cortometraje The Phoenix (2022) y la serie Lopez vs. Lopez (2022).

## Biografía y carrera
Miranda nació en San Antonio (Texas) de padre guatemalteco Alfredo Miranda, y madre estadounidense de ascendencia hispana Stephanie. Tiene un hermano de nombre Elijah.
Comenzó su carrera en el teatro y la danza a la edad de dos años. Su trayectoria en la interpretación comenzó cuando protagonizó tres cortometrajes independientes, The Killdren Are Coming (2021), The Phoenix (2022) y The Little Curse (2023). 
Apareció brevemente en la serie Lopez vs. Lopez (2022) como una bailarina infantil de música folklórica mexicana. Ganó reconocimiento por su aparición en el corto The Phoenix de Regina Pigsley. En 2022, Audrina fue galardonada con el premio Blue Glass a la Mejor Interpretación de un Actor Joven y también ganó el premio al Mejor Actor Infantil en el Festival de Cine de Catalina.
El junio de 2024 se anunció su incorporación al elenco de la próxima película de la franquicia Jurassic Park titulada Jurassic World: Rebirth, dirigida por Gareth Edwards y protagonizada por Scarlett Johansson.